# La Florida, Tejupilco
La Florida är en ort i kommunen Tejupilco i delstaten Mexiko i Mexiko. Samhället hade 489 invånare vid folkräkningen 2020.